# Roland Garros 2002 (jeu vidéo)
Pour les articles homonymes, voir Roland Garros (homonymie).
Ne doit pas être confondu avec Internationaux de France de tennis 2002.
Roland Garros 2002 (ou NGT: Next Generation Tennis) est un jeu vidéo de sport (tennis) développé par Carapace et édité par Wanadoo, sorti en 2002 sur Windows, PlayStation 2 et Game Boy Advance. Le jeu est sous licence officielle des Internationaux de France de tennis.

## Accueil
- Jeux vidéo Magazine : 12/20 (PS2)[1]
- Jeuxvideo.com : 8/20 (PS2)[2] - 7/20 (PC)[3] - 11/20 (GBA)[4]